# 藍永旗
藍永旗，中華民國燈藝師、工藝師、藝術家。藍永旗與其工作室成員在2018年臺灣燈會一起做出全世界第一個可穿戴且可行走的花燈機器人

## 生平
藍永旗曾是四海幫堂主，12年前因為在獄中接觸到花燈，在作品參展後得獎開始建立自信心，從此金盆洗手，拿槍的手開始做起了花燈。

## 經歷
- 中華花燈藝術學會理事長[6]。

## 展覽
- 2013年，臺灣燈會作品：12星座[7]
- 2021年，藍永旗與吳敦厚、蕭在淦、林健兒、林玉珠 (燈藝師)、張秀琴、顏三泰、莊雅婷 (燈藝師)、王耀瑞等燈藝師在竹美館舉辦燈藝風華花燈展覽[8]
- 台灣燈會副燈 : 2017年-牛轉乾坤，2019年-南國豐收，2020年-爵士好鼠喜迎親，2021年-犢站金榜，2022年-福虎生風，2023年-蟠龍獻瑞，2024年-山海合迎，皆為其作品